# Lago Mascardi

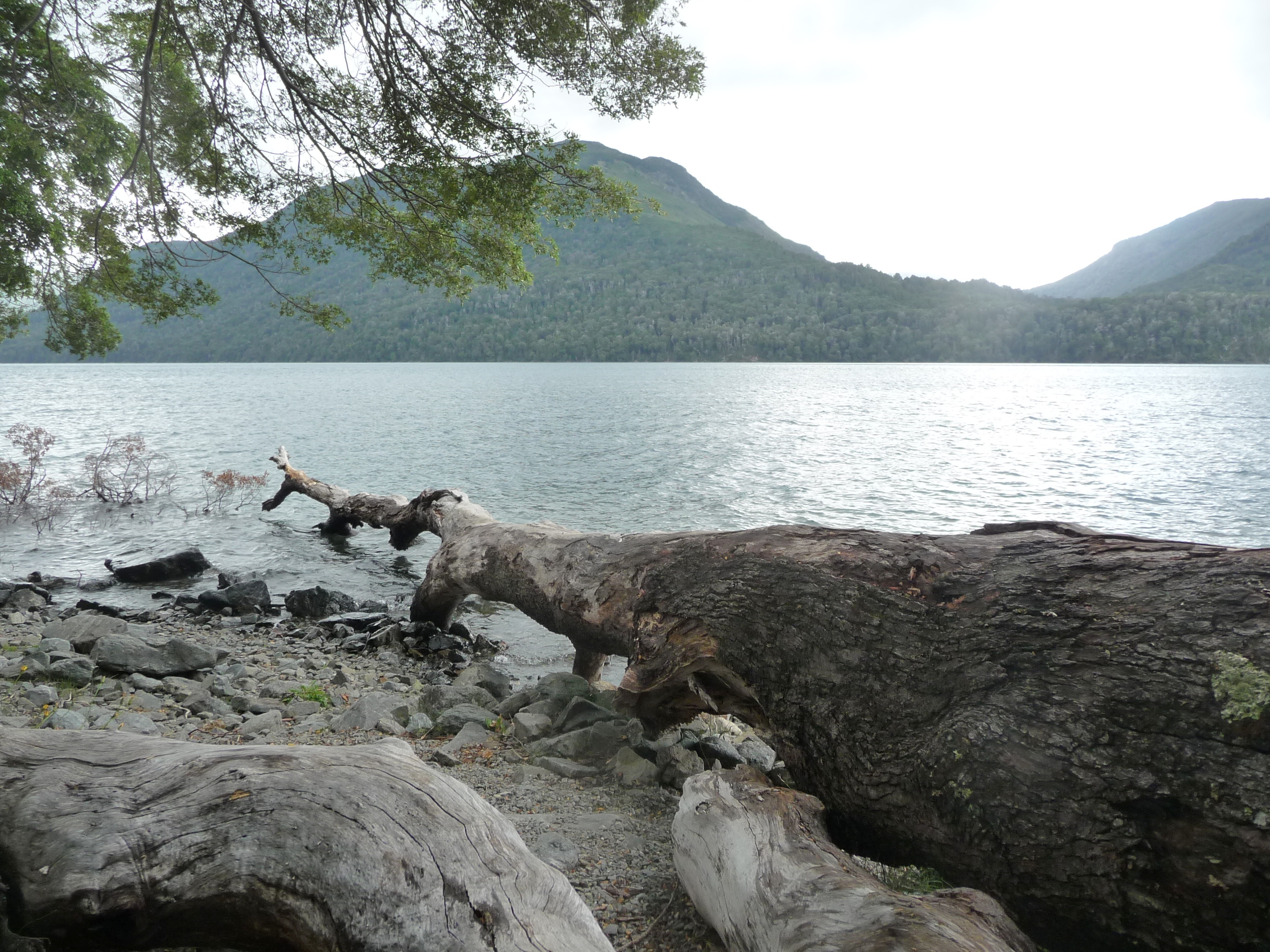
Playa en el lago Mascardi cerca de la desembocadura del arroyo Chilco.

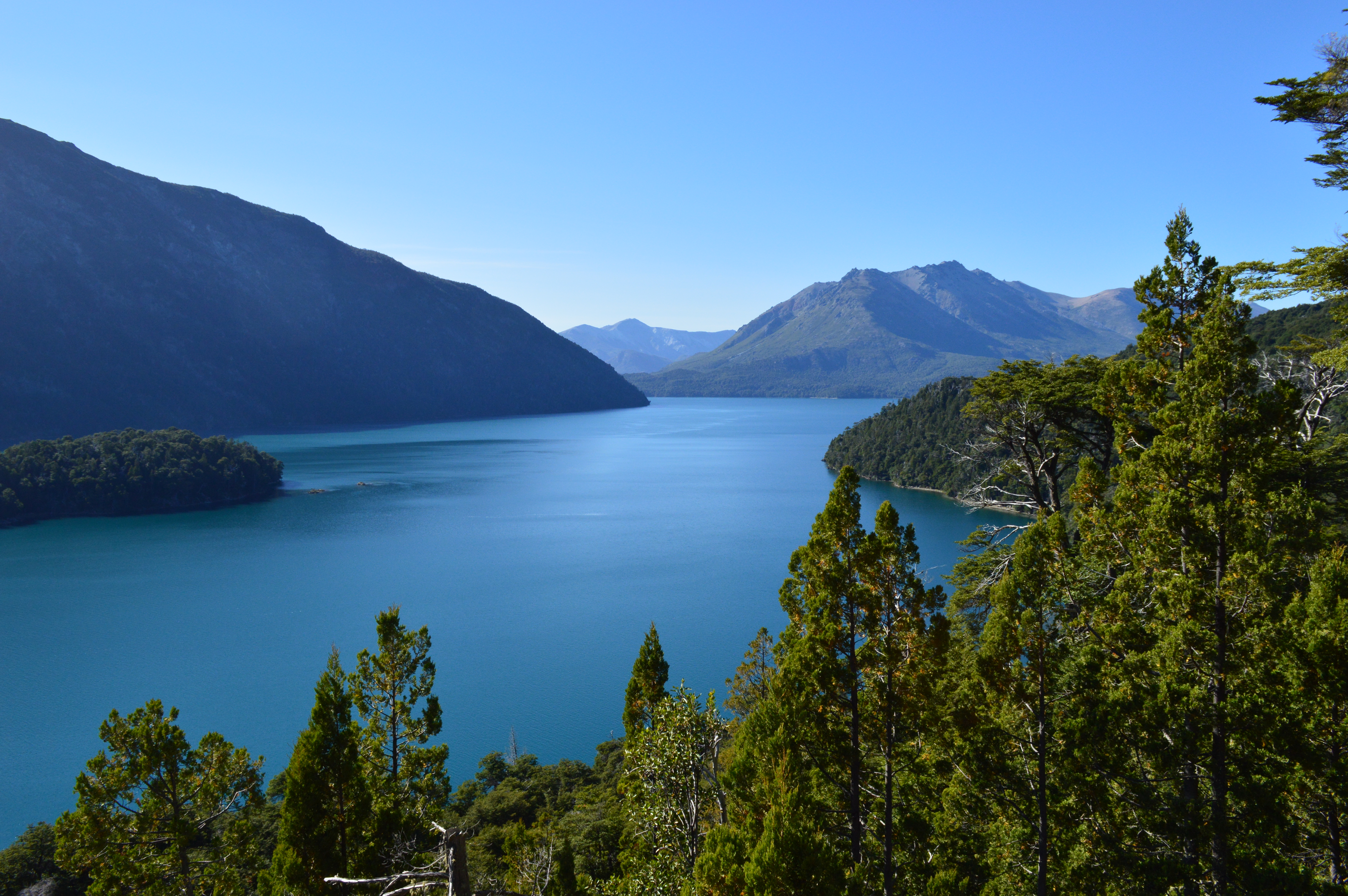
El lago Mascardi.

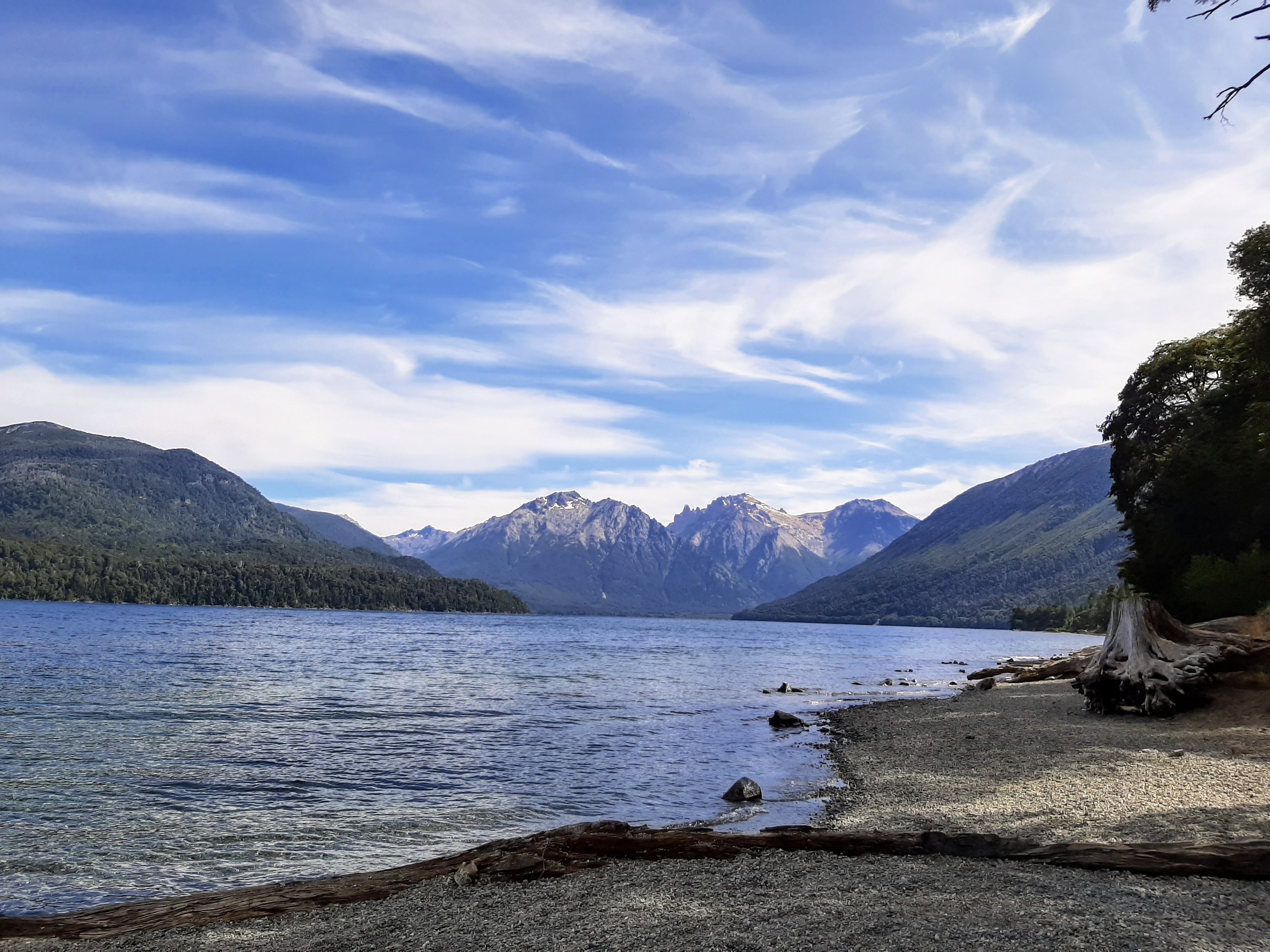
Vista del lago Mascardi en el parque nacional Nahuel Huapi

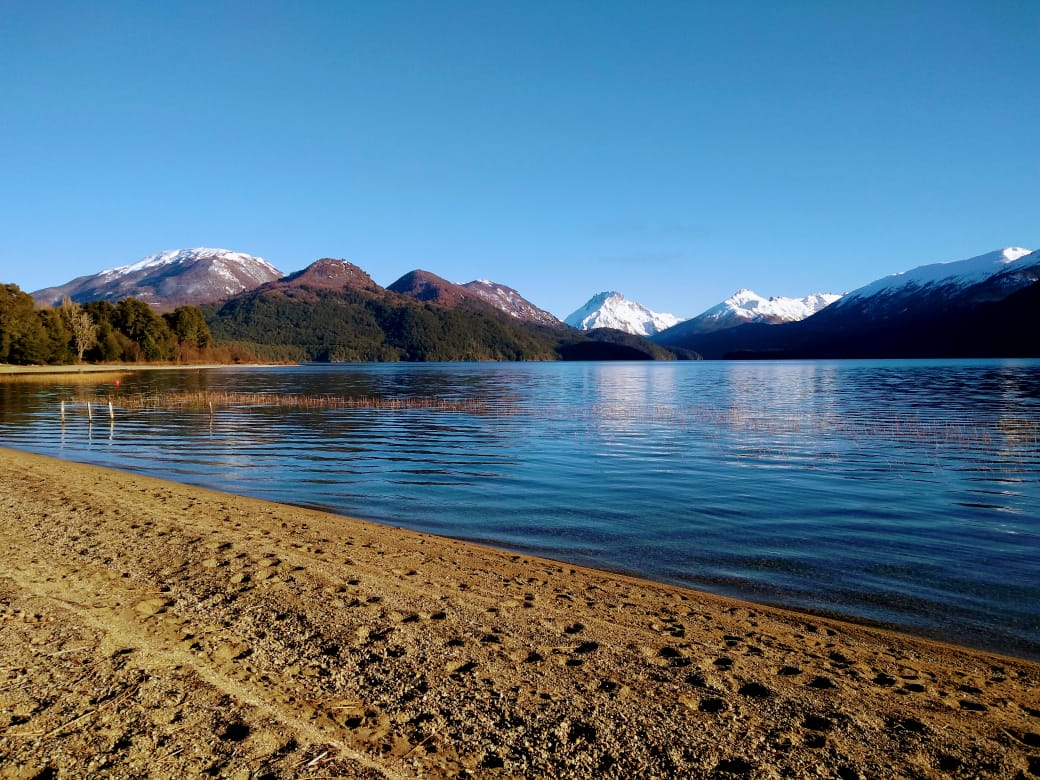
Lago Mascardi

El lago Mascardi es un lago patagónico que se encuentra dentro del parque nacional Nahuel Huapi, próximo a la ciudad de San Carlos de Bariloche, Patagonia, Argentina. Posee un largo máximo de 23 km; un ancho máximo de 4 km, y una profundidad máxima de 218 m. El lago tiene forma de L o de V, uno de cuyos brazos está alineado en dirección norte-sur (Brazo Catedral), mientras que el otro está orientado en dirección este-oeste (Brazo Tronador).
Su nombre recuerda al misionero jesuita Nicolás Mascardi, que en la segunda mitad del siglo XVII estableciera una misión en las orillas del lago Nahuel Huapi.
Sobre su orilla este se encuentra la localidad de Villa Mascardi, próxima al lago Guillelmo, punto desde el cual parte un camino de ripio consolidado que conduce hacia el oeste a lo largo de uno de los brazos del lago y permite acceder a Pampa Linda y al cerro Tronador. 
El lago es navegable y se practica la pesca deportiva en sus aguas. Posee numerosas bahías protegidas con juncales que proveen alimento y refugio a una población de salmónidos destacable. En el lago hay dos islas: la "Isla Corazón", emplazada al sur en el brazo Tronador, la cual posee forma de corazón según el punto costero o altura desde la que se la contemple, y un pequeño islote cercano a la costa oeste.
Entre la fauna lacustre que lo habita, se encuentran las especies Fontinalis, arcoíris y trucha marrón con un promedio de 1 a 1,5 kg, aunque existen ejemplares de marrones de más de 3 kg.

## Acceso a laguna Llum
Inserta en la parte interna delimitada por sus dos brazos se encuentra la laguna Llum, a la que se puede acceder por una senda que comienza en la Playa Los Leones, ubicada sobre la margen este del brazo que se ubica en dirección norte-sur.

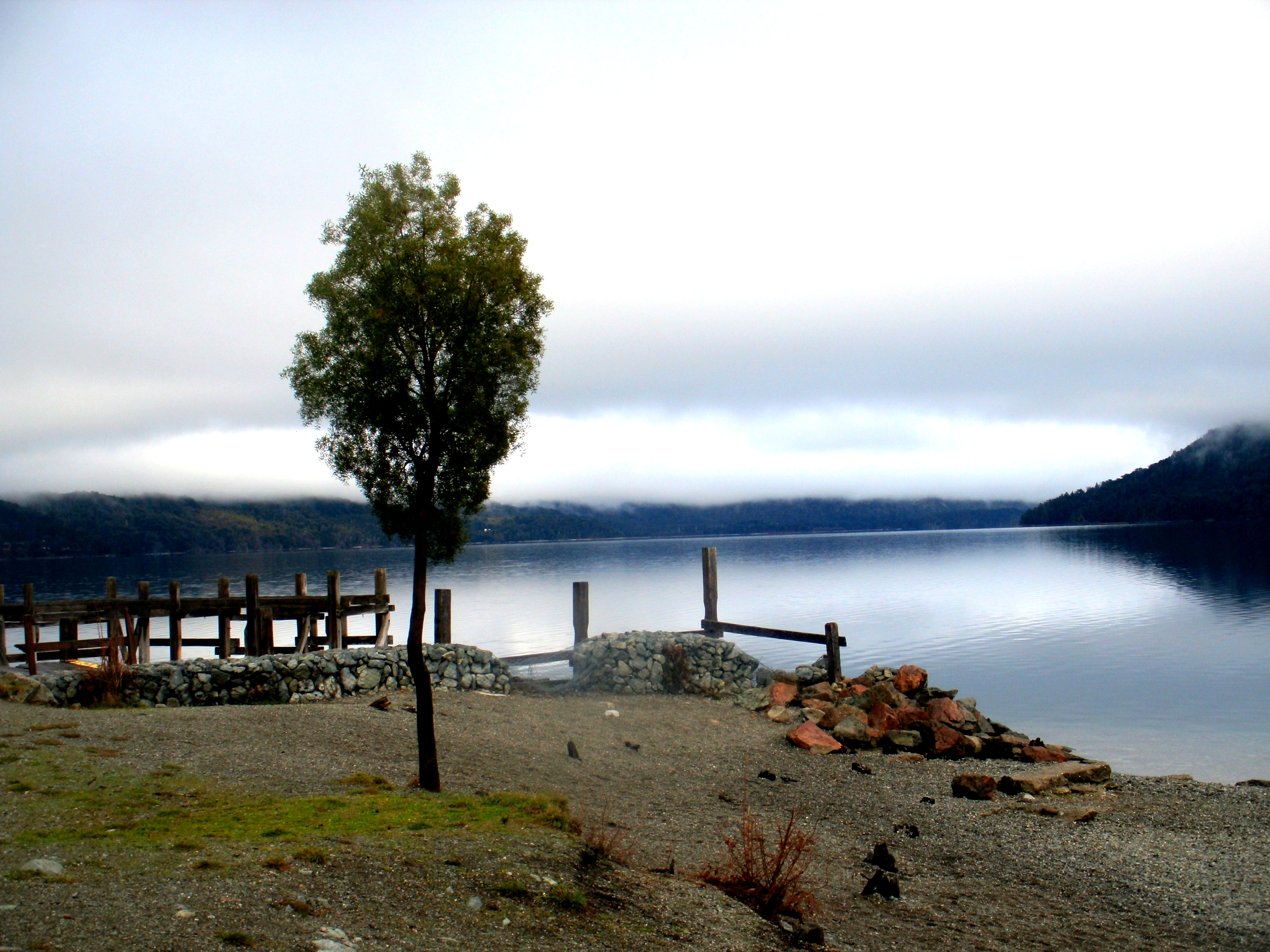
El lago con un muelle en ruinas

## Conflictos territoriales
El 11 de noviembre de 2017, el lof Lafken Winkul Mapu anunció un reclamó en la zona cercana a Villa Mascardi. El 23 de noviembre, más de 300 agentes federales de la Policía Federal, Prefectura y Gendarmería, mandados por la ministra Patricia Bullrich detuvieron a 5 mujeres y 4 menores, incluido un niño de 1 año. Las mujeres denunciaron que los oficiales ingresaron violentamente al predio, disparando a mansalva y tirando gases lacrimógenos a los niños entre otras. En este operativo resulta muerto Rafael Nahuel, un joven de 22 años habitante de la zona.